# Frederik Ibsen
Frederik Ibsen (født 28. marts 1997) er en dansk professionel fodboldspiller. 
Han har tidligere spillet for  superligaklubben F.C. København, hvor han opnåede en enkelt førsteholdskamp og for  Lyngby BK.

## Spillerkarriere
Frederik Ibsen spillede ungdomsfodbold i F.C. København og spillede en række kampe i reserveligaen for klubben. Han stod på mål, da FCK U/19-hold spillede UEFA Youth League mod FC Portos U/19-hold den 14. september 2016. 
Efter opholdet i FCK skiftede Ibsen i juli 2017 til Vendsyssel FF, der på daværende tidspunkt spillede i den næstbedste række, NordicBet-Ligaen. Han opnåede ikke spilletid i NordicBet-Ligaen, men var anden målmand. Efter Vendsyssels oprykning til Superligaen var Ibsen fortsat andenmålmand i klubben, men opnåede ikke spilletid i Superligaen. Han spillede i 2017 tre kampe for Vendsyssel i DBU Pokalen.
Den 31. august 2018 blev det offentliggjort, at Ibsens vendte tilbage til F.C. København på en to-årig kontrakt. Ibsen fik sin eneste kamp for F.C. Københavns førstehold i 3-4 nederlaget til Esbjerg fB den 19. maj 2019.
I januar 2020 skiftede han til  Kolding IF.
I sommerpausen 2021 skiftede Frederik Ibsen til Lyngby BK. Efter to år i Lyngby skiftede Ibsen i juni 2023 til FC Helsingør.